# Македонская грекокатолическая церковь
Македонская грекокатолическая церковь (Македонская католическая церковь; лат. Ecclesiae Graecae Catholico Macedonica; макед. Македонска грчка католичка црква) — одна из восточнокатолических церквей, придерживающихся византийского обряда, то есть принадлежащая к числу грекокатолических церквей. Приходы церкви расположены на территории Республики Северная Македония.
Состоит из одной епархии Успения Пресвятой Богородицы в Струмице—Скопье в непосредственном подчинении Святому Престолу.

## История
Церковь была образована в 1918 году, когда после образования Королевства Югославия, Святой Престол учредил апостольский экзархат для небольшой группы македонских католиков византийского обряда. В 1924 году экзархат был ликвидирован, а большинство македонских грекокатоликов эмигрировало в Болгарию. 
Экзархат вновь воссоздан в 2001 году, в независимой Республике Македонии. 31 мая 2018 года папа Франциск повысил экзархат до статуса епархии под непосредственным руководством Святого престола.

## Статистика
| Год  | Члены  | Священнослужители | Приходы |
| ---- | ------ | ----------------- | ------- |
| 2000 | 10 000 | 10                | 8       |
| 2001 | 6 320  | 9                 | 5       |
| 2002 | 11 000 | 8                 | 5       |
| 2003 | 11 367 | 8                 | 5       |
| 2004 | 11 367 | 9                 | 5       |
| 2005 | 11 398 | 9                 | 5       |
| 2006 | 11 483 | 8                 | 5       |
| 2007 | 11 491 | 8                 | 5       |
| 2008 | 15 175 | 10                | 6       |
| 2009 | 15 041 | 11                | 7       |
| 2010 | 15 037 | 11                | 7       |